# Ртищево (Пензенская область)
Ртищево — село в Вадинском районе Пензенской области России. Входит в состав Большелукинского сельсовета.

## География
Село находится в северо-западной части Пензенской области, в пределах восточной окраины Окско-Донской низменности, в лесостепной зоне, на берегах реки Латос, на расстоянии примерно 13 километров (по прямой) к западу от села Вадинска, административного центра района. Абсолютная высота — 149 метров над уровнем моря.
Климат
Климат характеризуется как умеренно континентальный. Средняя температура воздуха самого холодного месяца (января) составляет −11,5 °C (абсолютный минимум — −44 °С); самого тёплого месяца (июля) — 19,5 °C (абсолютный максимум — 38 °С). Продолжительность безморозного периода составляет 133 дня. Годовое количество атмосферных осадков — 467 мм. Снежный покров держится в среднем 141 день.

## История
Основано генерал-адъютантом Василием Михайловичем Ртищевым. В дальнейшем в собственности у различных мелкопоместными уездными дворян и однодворцев. С середины XVIII века в селе существовала Михаило-Архангельская церковь. В 1823 году была построена новая каменная церковь, также освящённая во имя Архангела Михаила. В середине XIX века в селе действовали волостное правление, школа, три синильни и винокуренный завод.
По состоянию на 1911 год в Ртищеве, относившемуся к Ртищевской волости Керенского уезда, имелись: два крестьянских общества, 152 двора, православная церковь, земская школа, медицинский пункт, четыре ветряных мельницы и мельницы с нефтяным двигателем, две шерсточесалки, три синильни, две кузницы, четыре кирпичных сарая и четыре лавки. Население села того периода составляло 1080 человек. По данным 1955 года в селе располагалась центральная усадьба колхоза имени Сталина, в 1980-е годы — колхоза «Родина». До 22 декабря 2010 года являлось центом Ртищевского сельсовета Вадинского района.

## Население
| 1782 | 1864 | 1877 | 1897 | 1911  | 1926  | 1930  |
| ---- | ---- | ---- | ---- | ----- | ----- | ----- |
| 2890 | ↘969 | ↘911 | ↗912 | ↗1080 | ↗1454 | ↗1596 |
| 1939 | 1959 | 1970 | 1979 | 1989  | 1996  | 2002  |
| ↘726 | ↘402 | ↘317 | ↘264 | ↗273  | ↗297  | ↘255  |
| 2010 |      |      |      |       |       |       |
| ↘246 |      |      |      |       |       |       |

Половой состав
По данным Всероссийской переписи населения 2010 года в гендерной структуре населения мужчины составляли 47,6 %, женщины — соответственно 52,4 %.
Национальный состав
Согласно результатам переписи 2002 года, в национальной структуре населения русские составляли 97 % из 255 чел.

## Инфраструктура
Действуют фельдшерский пункт, дом культуры, библиотека и АТС.

## Улицы
Уличная сеть села состоит из трёх улиц.